# Liste der Pfarren im Dekanat St. Veit an der Glan
Das Dekanat St. Veit an der Glan ist ein Dekanat der römisch-katholischen Diözese Gurk.

## Pfarren mit Kirchengebäuden
| Pfarre                      | Patrozinium                            | Kirchengebäude | Bild |
| Brückl                      | Hl. Johannes der Täufer                | Pfarrkirche Brückl Filialkirche Selesen, Filialkirche St. Lorenzen am Johannserberg, Filialkirche St. Magdalena in Freßlitzen |      |
| Glantschach                 | Hl. Andreas                            | Pfarrkirche Glantschach Filialkirche St. Leonhard                                                                             |      |
| Gradenegg                   | Hl. Nikolaus                           | Pfarrkirche Gradenegg Filialkirche Freundsam                                                                                  |      |
| Hl. Dreifaltigkeit/Gray     | Hlgst. Dreifaltigkeit                  | Pfarrkirche Hl. Dreifaltigkeit                                                                                                |      |
| Kraig                       | Hl. Johannes der Täufer                | Pfarrkirche Kraig |      |
| Launsdorf und St. Sebastian | Mariä Himmelfahrt                      | Pfarrkirche Launsdorf Filialkirche St. Sebastian, Filialkirche Gösseling, Filialkirche St. Martin                             |      |
| Liemberg                    | Hl. Jakobus der Ältere                 | Pfarrkirche Liemberg Filialkirche Wasai, Filialkirche Veitsberg                                                               |      |
| Liebenfels                  | Mariä Himmelfahrt                      | Pfarrkirche Maria Pulst Filialkirche Lebmach                                                                                  |      |
| Meiselding                  | Hl. Andreas                            | Pfarrkirche Meiselding Filialkirche Dielach, Filialkirche Straganz, Filialkirche Treffling                                    |      |
| Obermühlbach                | Hl. Georg                              | Pfarrkirche Obermühlbach Filialkirche Treffelsdorf, Filialkirche Nußberg                                                      |      |
| Sörg                        | Hl. Martin                             | Pfarrkirche Sörg Filialkirche Hart, Filialkirche Lorenziberg                                                                  |      |
| St. Donat                   | Hl. Donatus                            | Pfarrkirche St. Donat Filialkirche St. Andrä Kollerhof                                                                        |      |
| St. Georgen am Längsee      | Hl. Georg                              | Stiftskirche St. Georgen Wallfahrtskirche Maria Wolschart, Filialkirche St. Georgen am Längsee                                |      |
| St. Peter bei Taggenbrunn   | Hl. Petrus                             | Pfarrkirche St. Peter bei Taggenbrunn Filialkirche Dürnfeld                                                                   |      |
| St. Ulrich am Johannserberg | Hl. Ulrich                             | Pfarrkirche St. Ulrich am Johannserberg Filialkirche hl. Andreas in Gretschitz                                                |      |
| St. Veit an der Glan        | Hl. Dreifaltigkeit                     | Pfarrkirche St. Veit an der Glan Krankenhauskapelle der Barmherzigen Brüder, Kalvarienbergkirche, Ehemalige Klosterkirche     |      |
| Steinbichl                  | Hl. Nikolaus                           | Pfarrkirche Steinbichl |      |
| Zweikirchen                 | Hll. Johannes der Täufer und Stephanus | Pfarrkirche Zweikirchen Filialkirche St. Peter am Bichl, Filialkirche St. Stephanus                                           |      |

## Dekanat St. Veit an der Glan
Das Dekanat umfasst 18 Pfarren.
Siehe auch → Liste der Dekanate der Diözese Gurk